# Un jour comme les autres
Pour plus de détails, voir Fiche technique et Distribution.
Un jour comme les autres est un film français réalisé par Georges Rouquier et sorti en 1952.
Ce court métrage documentaire sur la prévention des accidents du travail a été produit pour le compte de l’Institut national de la recherche sur la sécurité avec le concours de l’Organisme professionnel de prévention du bâtiment et des travaux publics.

## Synopsis
Pierre (Jacques Marin) est couvreur et vit avec sa femme et sa petite fille dans un petit appartement à Maisons-Laffitte. Le couple a des projets, a acheté à crédit des meubles et un terrain en banlieue parisienne pour y construire « leur maison. »
Un jour comme les autres Pierre se rend au travail en train. Peu avant la fin de journée le contremaître (Louis Bugette) lui demande d’intervenir sur un toit en lui recommandant de mettre son harnais de sécurité. Ignorant le conseil, Pierre se rend sur le toit et glisse. Par chance il peut se raccrocher à une gouttière et sera sauvé par le contremaître et un ouvrier. Les reproches, justifiés, pleuvent.
Sur le chemin du retour Pierre imagine les conséquences qu’auraient eu sa mort pour sa famille...
Dans la veine du cinéma des années 50 ce court-métrage efficace mérite d’être vu. Il a largement été diffusé en 16mm dans des séances de formation et dans les établissements professionnels. Peu auprès du grand public, c’est dommage. Il a été produit pour le compte de l’Institut National de la Recherche sur la Sécurité (qui en a assuré la distribution non commerciale) avec le concours de l’Organisme Professionnel de Prévention du Bâtiment et des Travaux Publics.

## Fiche technique
- Titre : Un jour comme les autres
- Réalisation : Georges Rouquier
- Scénario :
- Assistant-réalisateur : Louis Scossa
- Photographie : Georges Delaunay assisté de Lucien Moreau et Constantin Kostromine
- Montage : Daniel Le Comte
- Son : René Lecuyer
- Producteur : Jacqueline Jacoupy
- Société de production : Les films Jacqueline Jacoupy et Intermondia Films
  - Société de distribution : distribution non commerciale par l'Institut National de la Recherche sur la Sécurité (INRS)
- Pays de production :  France
- Langue : Français
- Format : Noir et blanc — 35 mm — 1,37:1 — Son : Mono
- Genre : Film documentaire (fiction)
- Durée : 24 minutes (d'après une copie complète)
- Visa : n° 13980 du 24.03.1953
- Date de sortie :
  - France: 1952

## Distribution
- Jacques Marin : Pierrot
- Jacqueline Gaudin : Madeleine
- Louis Bugette : le contremaître